# Blockbuster
Pour les articles homonymes, voir Blockbuster (homonymie).
Un blockbuster (terme anglais signifiant littéralement « qui fait exploser le pâté de maisons » dont on trouve l'équivalent en français dans l'expression imagée « casser la baraque ») est un film, une pièce de théâtre ou un jeu vidéo appelé à un grand succès populaire, et ayant généralement bénéficié d'un gros budget. En français, on parle également de « super-production ».

## Étymologie
Le terme est issu du vocabulaire anglais des forces alliées, apparu pendant la Seconde Guerre mondiale, désignant une bombe si puissante qu'elle peut détruire tout un pâté de maisons.
Par la suite, il devient un terme du jargon théâtral américain qui qualifiait une pièce remportant un succès important. 
Enfin, au cinéma, il s'agit d'une production exceptionnelle sur le plan financier, matériel et humain.
Le terme est aussi utilisé dans le jargon de la finance pour évoquer un produit qui remporte un immense succès commercial, en particulier dans l'industrie pharmaceutique.

## Histoire

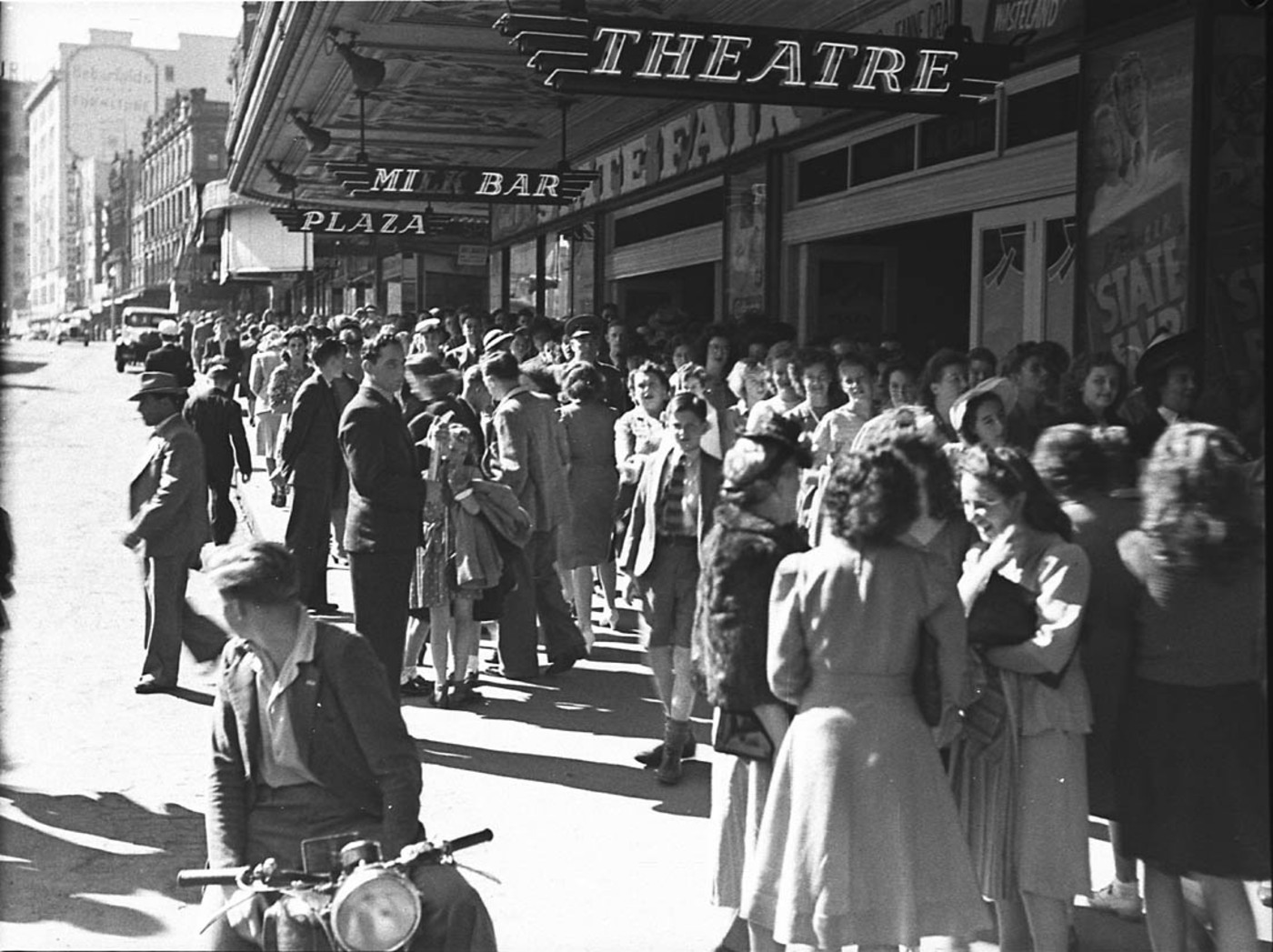
File pour le film La Foire aux illusions en 1945 (Sydney, Australie).

Dans les années 1950, le cinéma américain est en difficulté à cause de la télévision qui gagne du terrain et la fréquentation des salles commence à chuter. Hollywood répond à ce problème par des spectacles toujours plus incroyables, une esthétique toujours plus spectaculaire, utilisant les nouvelles technologies de l’époque. On réinvestit le Technicolor (qui naît en 1916), la stéréophonie (à partir de 1958), les formats géants Cinérama, la Vistavision, le Technirama, le SuperPanavision 70, le Dynarama, le Warnerscope ou le Cinémascope. Ces nouveaux formats et procédés sont fortement utilisés et développés pour faire revenir les foules dans les salles. Ce sont des écrans larges aux effets spéciaux, toutes sortes d’innovations techniques qui servent à faire vivre « physiquement » au spectateur ce qui se passe sur l’écran. Cette façon d'opérer est très efficace. Les opérations de marketing sont de plus en plus grandes et inventives. Cette pénurie de spectateurs donne un élan de créativité au monde du cinéma, notamment en ce qui concerne la communication autour des films. Les affiches sont plus travaillées, on mentionne en lettres capitales en quel format il est diffusé entre autres. Cette rivalité entre studios de production et télévision s'est perpétuée au fil des années et la culture du blockbuster s'est développée.
Dans le milieu du cinéma, le terme blockbuster s'appliquait d'abord à des films réalisant de gros succès au box office (Quo vadis, Autant en emporte le vent, Ben-Hur) puis a désigné par extension une super-production à gros budget qui, par sa distribution, ses effets spéciaux ou la campagne de publicité accompagnant sa sortie, attire l'attention des médias et du public, même si le film s'avère être un échec financier.
Le Parrain de Francis Ford Coppola marque un tournant en 1972 en révolutionnant la distribution des films en salle. La Paramount Pictures propose à tous les exploitants tous réseaux confondus de préacheter son film et de l'exploiter au même moment alors qu'auparavant la sortie d'un film aux États-Unis s'échelonnait en trois temps sur trois réseaux de salles de cinéma différents, des grandes villes aux campagnes. Outre l'intérêt financier de la démarche (les producteurs n'ont plus à attendre que le film soit retiré de l'affiche pour percevoir les recettes), cette démarche a pour conséquence de réduire la durée de vie du film et l'influence du critique de cinéma.
Vers le milieu des années 1970, l'oligopole des grands studios américains détenus par de puissants groupes financiers, domine le marché des États-Unis ainsi que la grande majorité des marchés étrangers, en mettant en avant les popcorn movies (films à grand spectacle qui développent une histoire simple pimentée de nombreux effets spéciaux, à l'usage des moins de 20 ans et des fabricants de popcorn), grâce à d'importantes campagnes promotionnelles. Le premier film à marquer symboliquement la transition vers le blockbuster cinématographique en tant que genre cinématographique, est Les Dents de la mer de Steven Spielberg : sorti en 1975 avec la Universal Pictures qui investit des dizaines de millions de dollars dans la promotion de films à travers des spots télévisés, il lance « l'ère des blockbusters » estivaux qui inaugure l'ère du marketing et des produits dérivés avec le lancement de Star Wars en 1977. Le blockbuster devient alors un genre en soi et peut désormais parfois entraîner un échec commercial.
Le nom du réalisateur ou des acteurs présents dans la distribution suffit parfois à qualifier le film de blockbuster. C'est une façon d'indiquer à quelle échelle le coût peut être estimé.

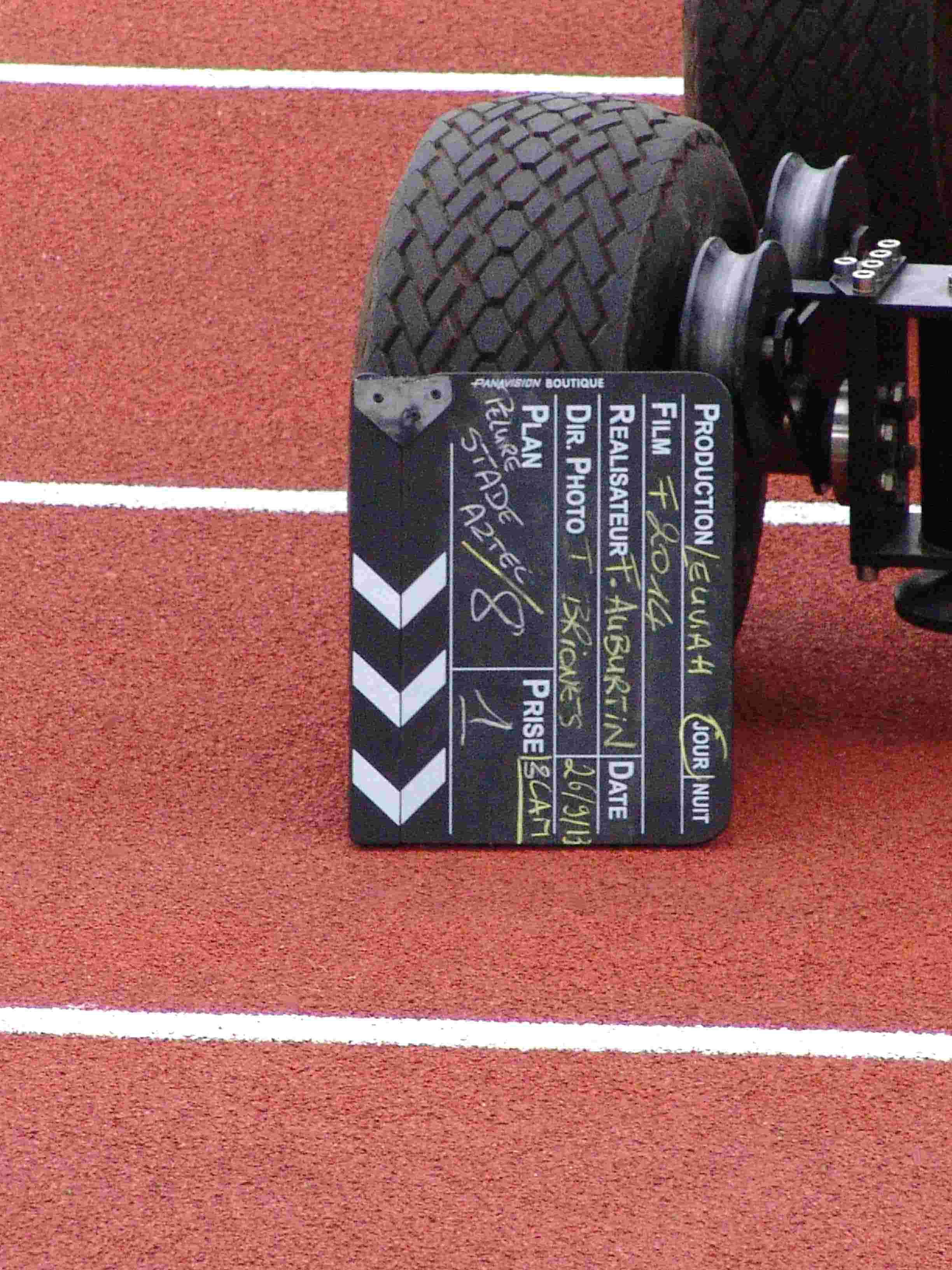
United Passions : conspué par la critique internationale, ce blockbuster de la FIFA avec Gérard Depardieu a encaissé moins de 1 % de son budget de 24 millions d'euros.

Dans ces genres de films, la qualité du scénario est relativement peu élevée, conformément au principe de la « grande idée » inventé par le producteur américain Don Simpson, selon lequel le succès du blockbuster repose sur un pitch d'une ou deux phrases ou sur une idée de base accrocheuse, passant même avant le scénario ou le choix du réalisateur. Ce sont des films populaires caractérisés par l'uniformité des images et les stéréotypes des scénarios, qui attirent les foules par leur casting ou le format de diffusion.
Leur réalisation présente des risques supérieurs, compte tenu de la faiblesse du contenu, mais rapporte en général plus car le public suit quand même : de gros studios ont déjà fait faillite en raison de l'échec d'un blockbuster, d'autres ont été sauvés. L'un des exemples d'un tel sauvetage est la réalisation d'Un Américain à Paris par MGM. La scène de danse finale a coûté un million de dollars, une fortune à l'époque, mais le film a sauvé le studio de la banqueroute. En revanche, l'échec au box-office du film L'Île aux pirates a causé la faillite du studio Carolco. Les studios de Hollywood produisent la plus grande partie des blockbusters.
Dans cet ordre d'idée, George Lucas et Steven Spielberg ont prédit que le crash de plusieurs de ces blockbusters à la suite provoquera la chute de Hollywood, ouvrant sur une ère cinématographique différente : salles de cinéma moins nombreuses, plus grandes, aux tickets plus chers (de l'ordre d'idée d'un gros concert ou d'un spectacle de Broadway) à côté d'un avenir plus ouvert aux VOD.

## Évolution
Au cours du temps les codes du genre des blockbusters d'action se sont modifiés pour se transformer pour certains critiques en « cinéma du chaos ». Cette évolution serait intervenue à cause d'une multiplication des coupes et d'une déstructuration globale des scènes d'action.